# Australoxenella mirreen
Australoxenella mirreen är en skalbaggsart som beskrevs av Ross Storey och Henry Fuller Howden 1996. Australoxenella mirreen ingår i släktet Australoxenella och familjen Aphodiidae. Inga underarter finns listade.